# Grup del Llibre
El Grup del Llibre fou un club de lectors fundat a Barcelona el 1973 com una cooperativa per Octavi Sarsanedas i Vives. Inicialment anomenat Club del Llibre, aviat es va canviar el nom per Grup del Llibre. Va néixer com una eina per a difondre la cultura en català als Països Catalans, amb seu a l'Avinguda de Vallcarca de Barcelona. Des de 1980 va començar a editar un catàleg trimestral amb una tria de llibres i música en català, i els subscriptors en feien les comandes corresponents per correu postal. Als anys noranta els van oferir un espai a l'Ateneu Barcelonès, i va ser llavors que van decidir obrir la llibreria al públic en general.
El 2003 van substituir el catàleg intern per una revista, que van titular Lletres. Posteriorment van canviar la seu, establint-se en un local al carrer República Argentina, 83. En el seu millor moment, va arribar a tenir 10.000 subscriptors, competint amb el Cercle de Lectors, i va ser presidit per Antoni Maria Badia i Margarit. Altres personalitats del món de la cultura com Pere Calders, Joan Triadú, Joan Sales i Salvador Espriu van recolzar públicament el projecte en diverses ocasions. El 2013, era gestionat per Montserrat Alabau, Diana Coromines i Laia Moreno. Va tancar les portes l'estiu de 2016.